# Јасенак (народна медицина)
Јасенак (лат. Dictamnus albus) једна је од вилинских биљака, која се у народној медицини сматра чудотворном јер према народном предању над собом шири миришљаву маглу, која може да излечи болесника.

## Биолошке карактеристике
Јасенак је вишегодишња миришљава биљка из породице Rutaceae, распрострањена у јужном делу Европе, и медитеранском делу Африке и Азије. У Србији је расла око Београда, Смедерева и Ниша, а у изобиљу је има код смедеревског села Петријева.
Биљка са цветом сличним јасену, висока је 50 — 80 сантиметара. Цвета у мају, од Ђурђевдана до Спасовдана. Листови су јајолики и непарни, а на врху избијају лепи бели или ружичасти цветови. Уље се налази у листовима и цветовима, када се протрљају међу прстима, ослобађају мирис сличан лимуну.
Током лета, јасенак је покривен лепљивим жлездама које излучују испарљиво уље па издалека мирише на лимун или ванилу. Испушта и етар који се у контакту са ваздухом пали, па се на јасенку ноћу могу уочиити пламичци. Како су ова испарења запаљива, дешава да се биљка на високим температурама лако запали. Због тога се сматра да би управо јасенак могао да буде библијски „пламтећи грм“.
- Dictamnus albus, биљка
- Dictamnus albus, цваст
- Dictamnus albus, цвет јасенка
- Dictamnus albus, плод јасенка
- Листови јасенка

## Народно веровање
Народ је веровао да јасенку вила откида врх у ноћи уочи Спасовдана, и да га такође носи у случају да се узбере и остави.
Како се над биљком лети шири миришљава магла, ова његова одлика је у народу формирала уверење у чудотворне лековите особине, засноване на лечењу вила уз помоћ јасенка. Из ове одлике јасенка произашло је и народно веровање у његова чудотворна и лековита својства, која иако се не користе непосредно у народној медицини као лек, омогућавају болеснику који борави у његовој околини да се успешно лечи захваљујући вилама.'

### Поступак лечења спавањем испод јасенка
Укућани би болесника доводили да преспава под јасенком и крај њега остављали дарове за виле (вечеру — обично хлеб, чашу воде и чашу вина, суд са медом), које су се потом, у знак захвачности за дарове молиле за помоћ и оздрављење. Изјутра би укућани копали под јасенком, и шта год да би тада од живих бића пронашли (бубу, црва...), сматрали су де је то лек који је оставила вила. Тај „лек” би потом болеснику давали да попије у чаши воде.
Крајеве Србије у којима је расла биљка (око Београда, Смедерева и Ниша), обилазили су болесници уочи Ђурђевдана, нарочито Спасовдана, а помиње се и у време Духова. По доласну на једну од наведених локација болесник је прво у току дана проналазио јасенак (који је требало да буде у целости очуван и коме нису смели да недостају неки листови) и пешкиром би га означио као заузетог. Увече би болесник легао на земљу са главом испод биљке, и са запаљеном воштаницом и даровима за виле.

На овај начин према народном предању лечени су душевни болесници и они који болују од узетости (парализе). 
Веровало се да су ови, тзв. алосани (људи који су остали без моћи расуђивања, говора или покрета), задахнути нечистом силом и да су се разболели због прекршаја религијске забране (нагазили су или спавали на нечистом или забрањеном месту, какво је нпр. вилино коло, те присуствовали ексклузивним забавама митских бића).
 Са болесником би долазио и његов побратим (или посестрима), који би му, кад сване, давали мед, воду и вино које је са њим преноћило испод јасенка, уколико се знамења протумаче као повољна. А та знамења су — ако је на јасенку под којим се преноћило недостаје цвет или листић, или ако је неки трун упао у покривене судове (са медом, водом и вином), народ је сматрао да су то учиниле виле, и био је добар знак да ће болесник оздравити. Међутим ако је јасенак после преспаване ноћи остао нетакнут, болеснику није било оздрављења.
Од сугестивне методе лечења јасенком могао је бити и болесников сан о томе како виле долазе и видају га. По завршеној процедури болесник је судове и пешкир остављао под јасенком као поклон вилама. Ономе ко би их дирнуо претило је кажњавање истом болешћу, или чак смрћу.
Према предању у Србији се помиње и ноћење на местима која су означена другом биљком уколико нема јасенка (нпр под глогом) са сличним пропратним обичајима и увек у вези са вилама.
Тумачење спавања под јасенком
Ноћење под јасенком јесте инкубација или  магично спавање болесника на светом месту, током кога ће божанство донети излечење директном интервенцијом или откривањем лека у сну.

Инкубација као широко распрострањена древна магијска радња, има ту специфичност  да се не одвија у храму, већ под светом биљком. Ово веровање настало је највероватније још из времена када српски народ није имао храмове.
У том стадијуму религијских идеја биљка је првобитно само божанство, а потом стан божанства коме се приноси жртва у виду дарова. Жртва је имала сврху да умилостиви ненаклоњене духове, у овом случају виле. Стога српски обичај спавања под јасенком (не без паралела код других народа) представља веома важно и ретко сведочанство за историју религијских идеја.

## Лековита својства јасенка
За лечење се од јасенка углавном припрема чај, и то од делова биљке који се сакупљају у различитим периодима године. У пролеће  се сакупља лишће и корен, у јесен корен и плод (када сазри). Када се корен ископа и добро очисти, суши се у хладу. Дебљи примерци се уздужно исеку ради бољег сушења.
Најважнији лековити састојци јасенка су:
- алкалоиди,
- горке материје,
- антоцијани,
- флавонски гликозиди.
- фенолкарбонска киселина,
- тригонелин,
- холин,
- сапонини,
- шећер,
- материја слична воску.

У традиционалној медицини препарати од јасенка (вилине биљке) користе се за:
- регулисање месечног циклуса код жена,
- заустављање крварења,
- као диуретик код срчаних и бубрежних болесника.
- регулацију варење, код смањеног лучења желудачних сокова.

Мере опреза
Са употребом јасенка као лека не сме се претеривати због састојка диктамина, који може да штетно утиче на срце.
Код сакупљача лековитих делова јасенка може да се јави црвенило на кожи од његових састојака, праћено болом и пликови, па се при брању јасенка морају спроводити мере опреза.